# Guzmania osyana
Guzmania osyana är en gräsväxtart som först beskrevs av Charles Jacques Édouard Morren, och fick sitt nu gällande namn av Carl Christian Mez. Guzmania osyana ingår i släktet Guzmania och familjen Bromeliaceae. Inga underarter finns listade i Catalogue of Life.

## Bildgalleri

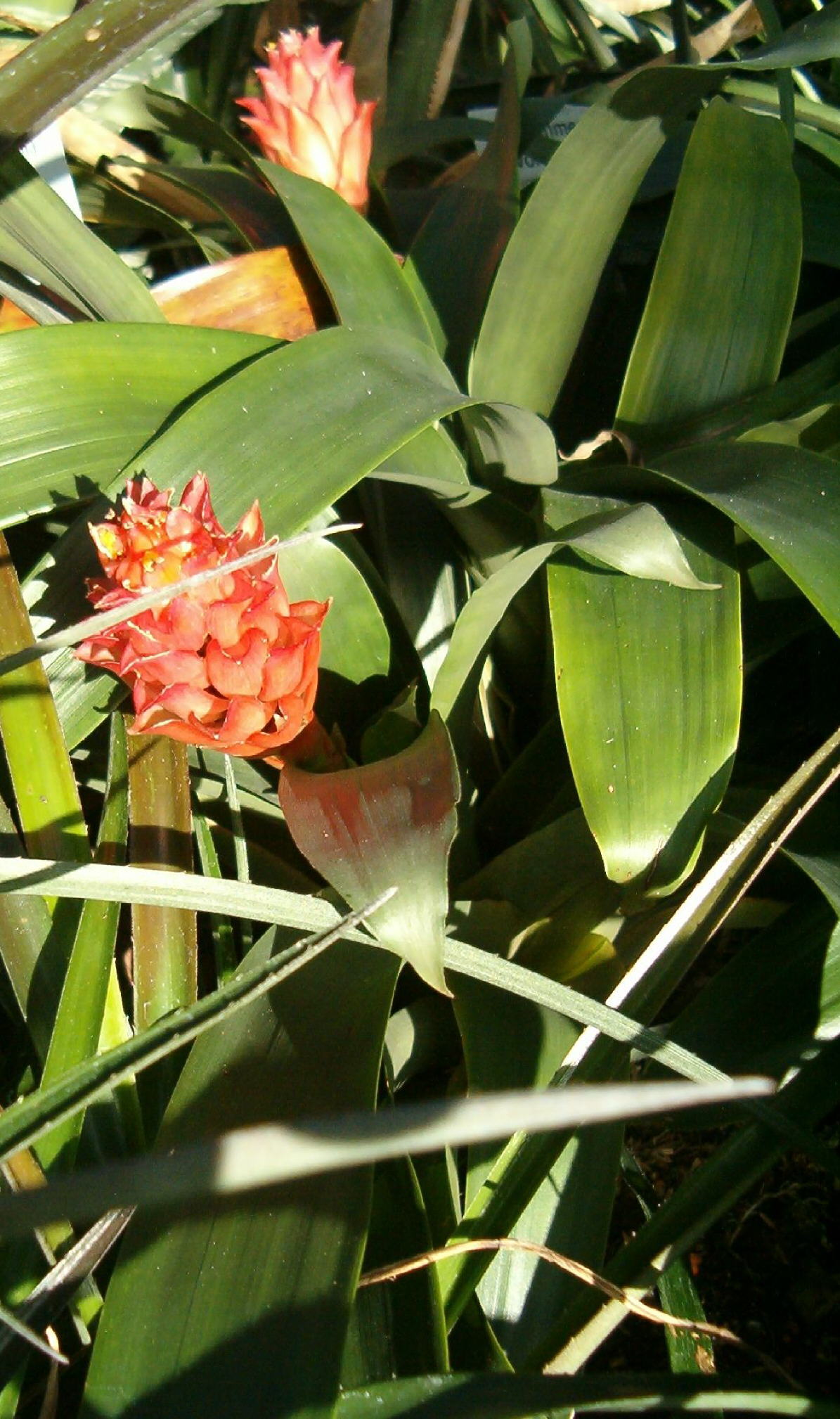
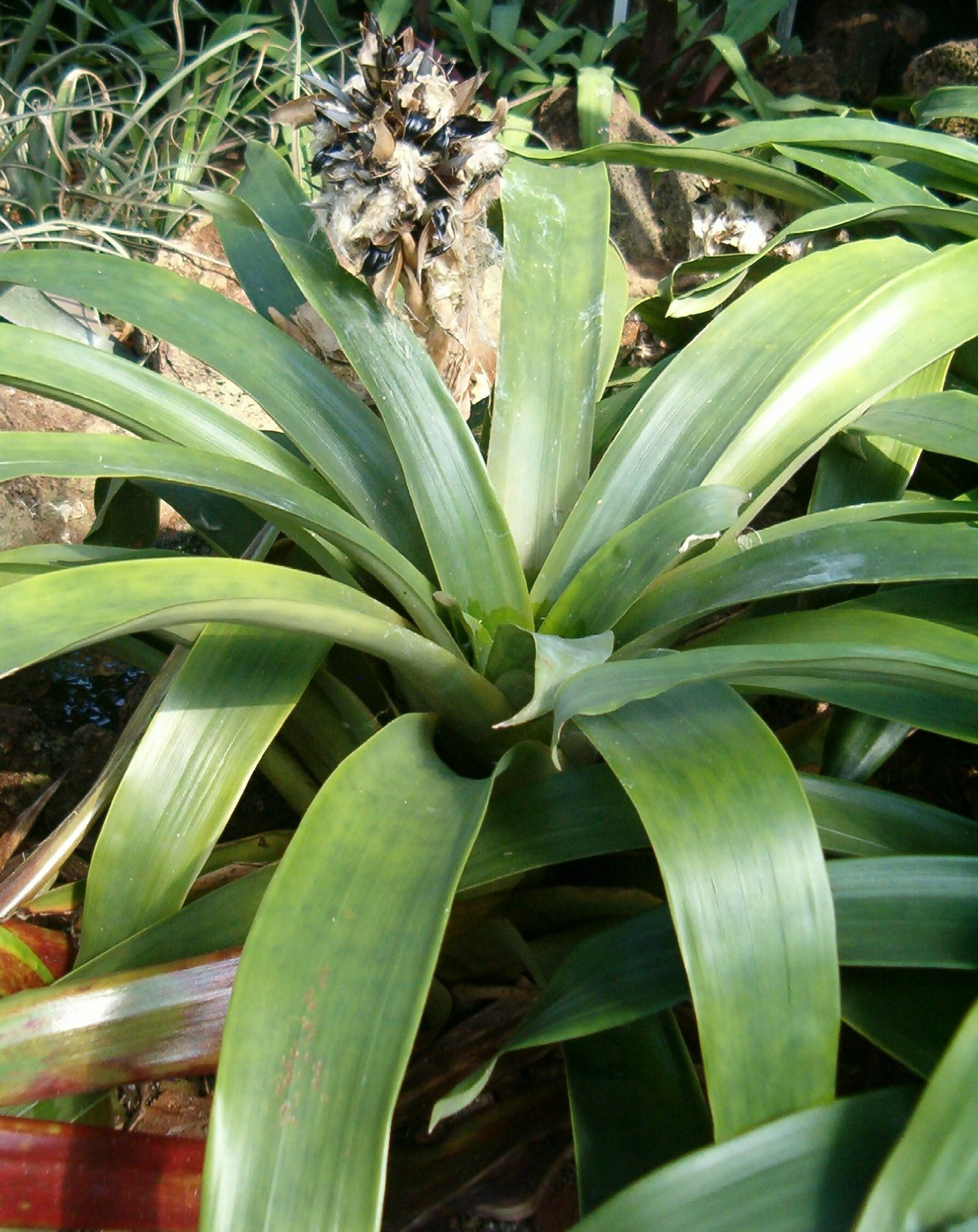
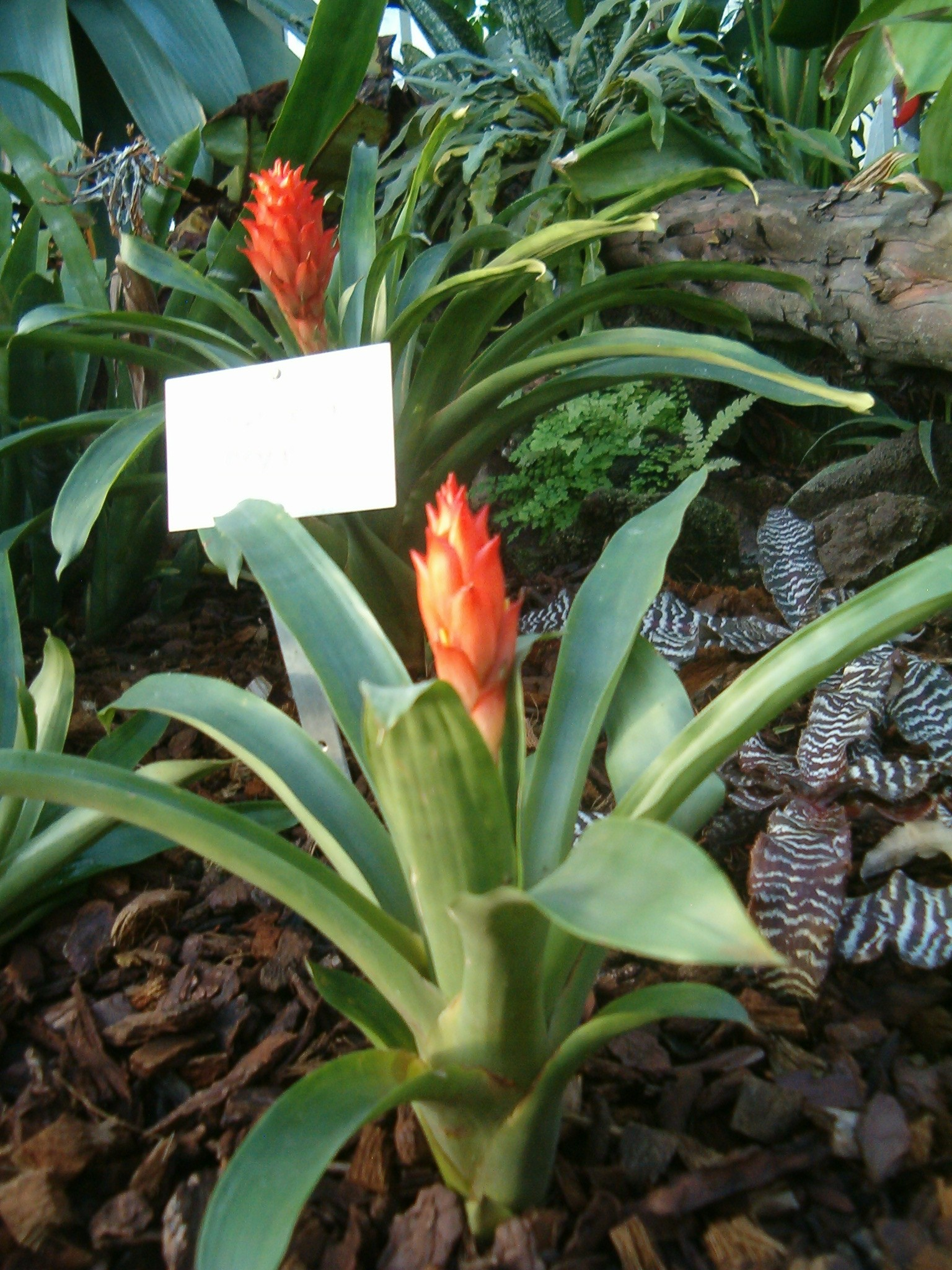
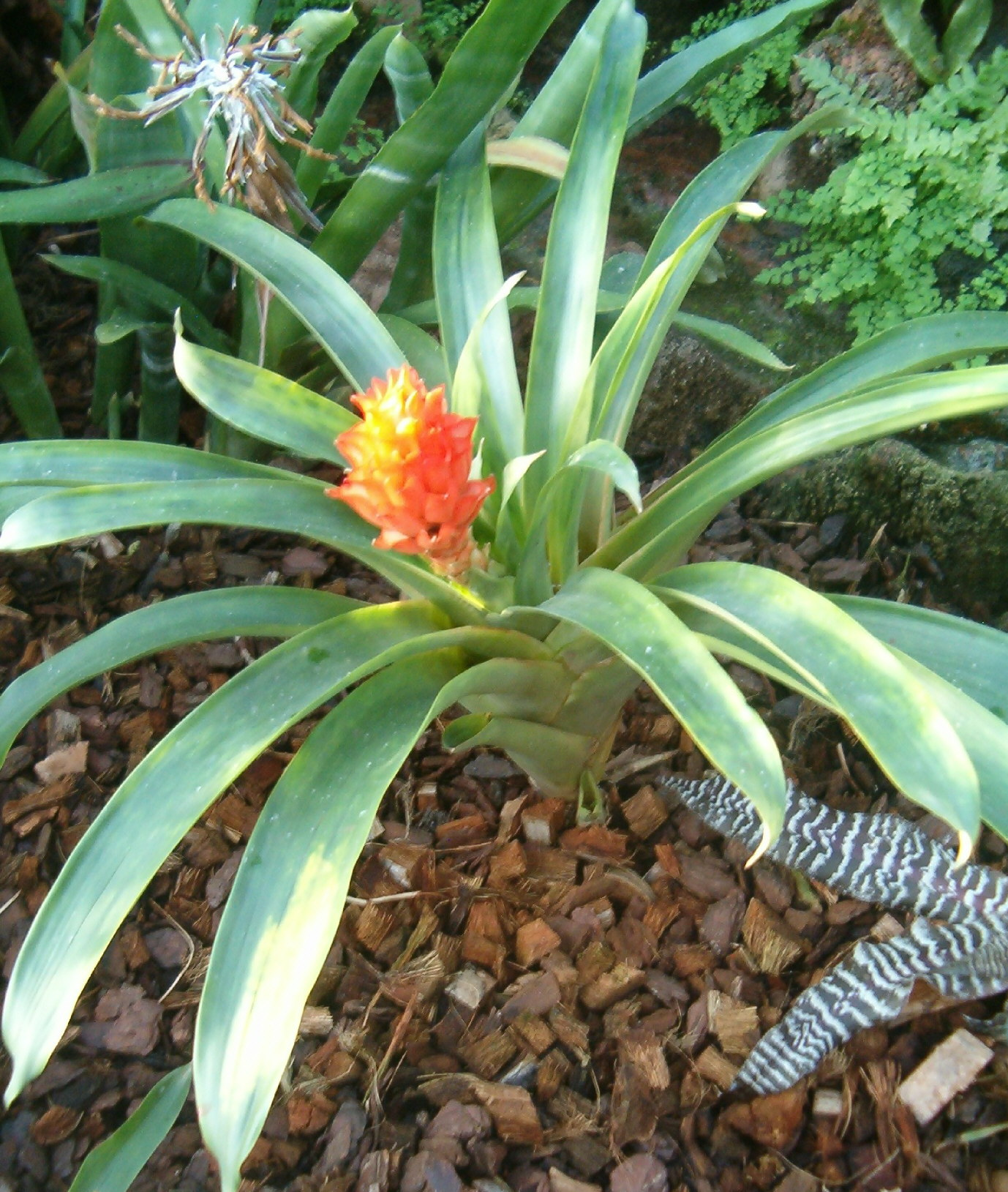
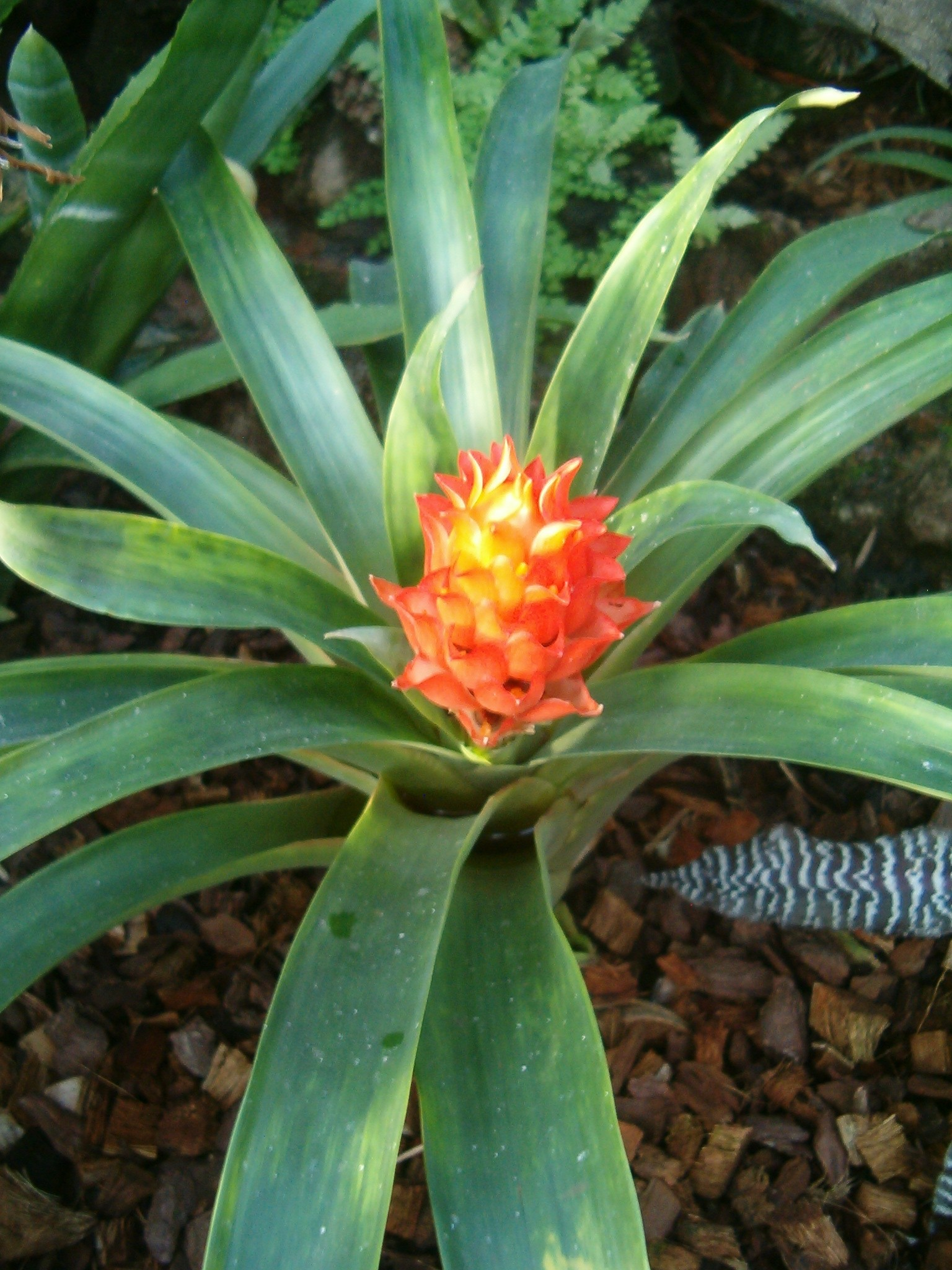